# UTA (aerolínea)
Union de Transports Aériens (UTA) fue una aerolínea francesa que se formó en 1963 como resultado de la fusión entre Union Aéromaritime de Transport (UAT) y Transports Aériens Intercontinentaux (TAI). UTA era la aerolínea de propiedad totalmente privada más grande de Francia. Fue absorbida por Air France en 1992.
La oficina central corporativa de UTA estaba ubicada en el distrito 8 de París.

## Historia

### Formación y primeros años
La decisión de fusionar Union Aéromaritime de Transport (UAT) con Transports Aériens Intercontinentaux (TAI) se tomó en septiembre de 1961, basándose en una relación comercial entre las dos aerolíneas que había comenzado a principios de la década de 1950. UTA, la nueva empresa que sucedió a UAT y TAI, nació el 1 de octubre de 1963 con un capital de 2,6 millones de libras esterlinas.
En el momento de su creación, UTA empleaba a 4900 personas (incluidas 630 tripulantes) y heredó una flota de 35 aviones de sus predecesores, que constaba de seis aviones a reacción y 29 aviones con motor de pistón. La red heredada de 190.000 km se extendió por los 5 continentes. La mayoría de ellas eran rutas intercontinentales de larga distancia que conectaban Francia con África Occidental y Meridional. El 1° de noviembre de 1963, UTA introdujo aviones DC-8 en sus vuelos de París a Lagos, Acra, Monrovia y Freetown. La creación de UTA coincidió con una nueva política de aviación francesa que estableció esferas de influencia exclusivas para UTA y Air France. Air France se retiró de la esfera de influencia de UTA pero UTA siguió sirviendo las rutas africanas que heredó de UAT en asociación con Air Afrique. Esto incluyó que UTA tomara el lugar de UAT en el acuerdo conjunto de reparto de ingresos con Air Afrique. Además, UTA continuó brindando asistencia comercial y técnica a Air Afrique en los mismos términos que UAT.
UTA tenía la red africana más grande de todas las aerolíneas europeas, con vuelos a hasta 25 destinos. Su ruta programada más transitada era París - Abiyán, servida diariamente en ambas direcciones. UTA operaba principalmente servicios regulares intercontinentales de larga distancia que conectaban la Francia metropolitana con la mayoría de los países del África subsahariana, así como destinos en Libia, Malta, Medio Oriente, el sur y Sureste Asiático, Oceanía y Estados Unidos. Además, la aerolínea tenía derechos regionales de tráfico regular de pasajeros entre Japón, Nueva Caledonia y Nueva Zelanda, entre Sudáfrica y la isla francesa de Reunión en el Océano Índico, así como entre Tahití y la costa oeste de Estados Unidos.

### Los últimos años
En 1986, el gobierno francés decidió inesperadamente relajar su política de dividir claramente los derechos de tráfico para los servicios aéreos regulares entre Air France, Air Inter y UTA, sin superposición de rutas entre ellos. El marco reglamentario que regía el sector del transporte aéreo en Francia en ese momento databa de 1963 y había impedido que las 3 principales líneas aéreas regulares del país operaran fuera de sus respectivas esferas de influencia y compitieran entre sí. La decisión del gobierno francés de adoptar una interpretación menos rígida de su política revirtió gradualmente ambas reglas. Por lo tanto, permitió a UTA lanzar servicios regulares a nuevos destinos dentro de la esfera de influencia de Air France, en competencia con esa aerolínea, por primera vez. 
París - San Francisco se convirtió en la primera ruta servida por UTA en competencia con Air France sin escalas desde París. (Air France respondió extendiendo algunos de sus servicios directos París - Los Ángeles a Papeete, Tahití, que competía con UTA en el sector Los Ángeles - Papeete). La habilidad de UTA para asegurar derechos de tráfico fuera de su tradicional esfera de influencia en competición con Air France fue el resultado de una campaña de presión para presionar a su gobierno para que le permitiera crecer más rápido, convirtiéndose así en un negocio más dinámico y rentable. Durante ese tiempo, UTA también planeó lanzar una red alimentadora europea de corta distancia, que iba a ser operado por su filial Aéromaritime. 
Al final, estos planes se vieron frustrados por una larga y amarga disputa laboral entre la dirección de UTA y los sindicatos que representaban a la mayoría de los pilotos en Aéromaritime, así como en la propia UTA. La disputa se refería a la introducción de nuevas escalas salariales más bajas en Aéromaritime para prepararlo para la competencia que probablemente enfrentaría a manos de la nueva generación europea de aerolíneas independientes de costos mucho más bajos, que se expanden agresivamente. Duró desde finales de 1988 hasta octubre de 1989 y resultó en la puesta a tierra tanto de Aéromaritime como de UTA durante ese período. Los planes de UTA para una red alimentadora europea también se vieron superados por su posterior fusión con Air France.
En 1988, el ministro de Transporte francés, Michel Delebarre, revirtió parcialmente la política relajada del gobierno francés sobre la asignación de derechos de tráfico a las tres principales aerolíneas programadas contemporáneas del país cuando decidió negar a UTA el derecho a volar sin escalas desde París a Newark en competencia directa con Air France. El objetivo era proteger la posición de Air France como la aerolínea regular dominante del país haciendo de UTA un objetivo de adquisición menos atractivo para sus rivales extranjeros en el caso de una fusión. El gobierno francés temía que el tamaño más pequeño de Air France en relación con British Airways, Lufthansa y los gigantes estadounidenses, así como su red fragmentada de larga distancia, lo colocan en desventaja comercial en un mercado de transporte aéreo liberalizado. Por lo tanto, se animó a Air France, Air Inter y UTA a cooperar en lugar de competir entre sí.
El 12 de enero de 1990, UTA, junto con Air Inter y la propia Air France, se convirtió en parte de un grupo Air France ampliado, que a su vez se convirtió en una subsidiaria de propiedad total de Groupe Air France. El 18 de diciembre de 1992, UTA dejó de existir como entidad legal dentro de Groupe Air France.
La adquisición de Air France de UTA y Air Inter fue parte de un plan del gobierno francés de principios de la década de 1990 para crear una aerolínea nacional unificada con economías de escala y alcance global para contrarrestar las amenazas resultantes de la liberalización del mercado del transporte aéreo en la Unión Europea.

## Flota

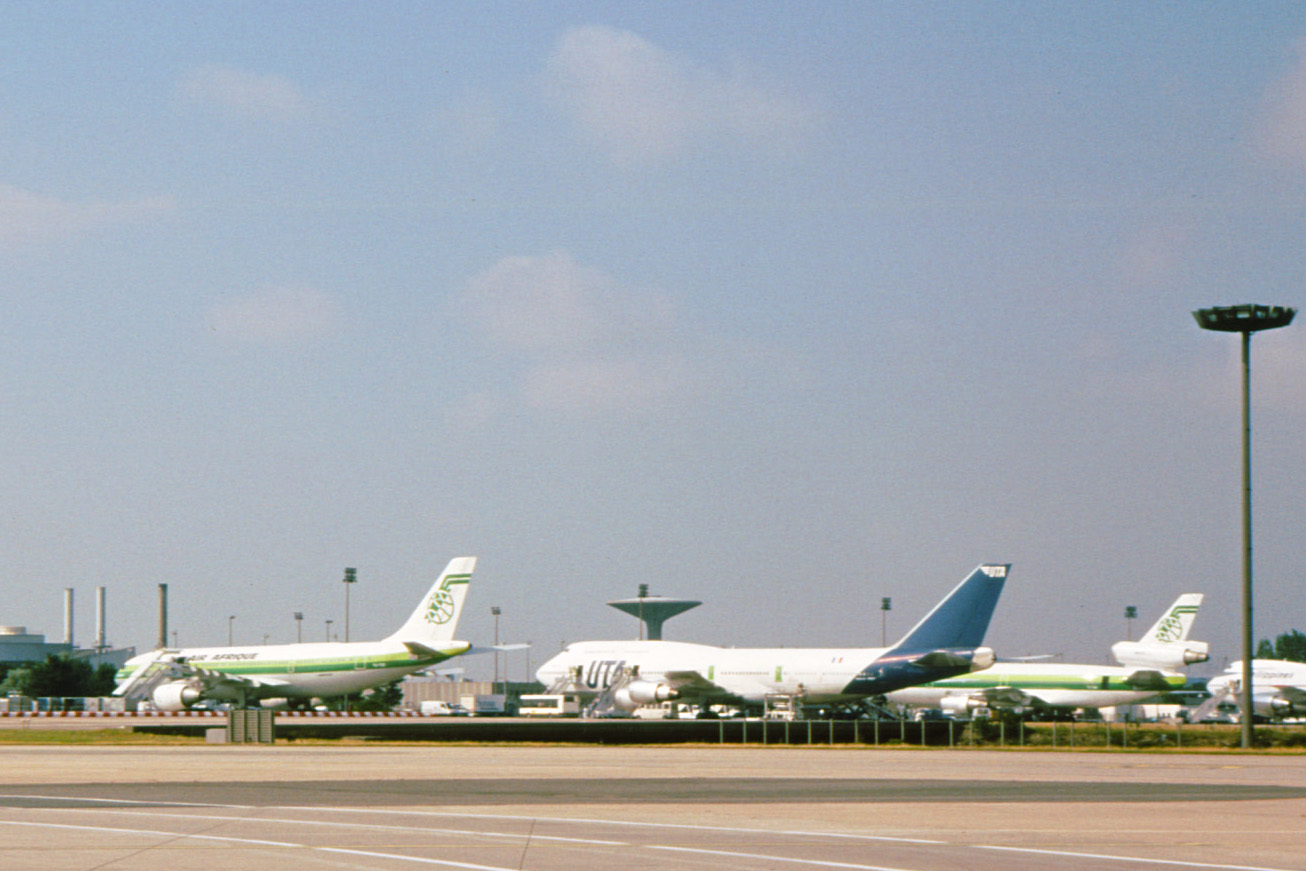
Un Boeing 747 de UTA junto a los aviones de Air Afrique en el Aeropuerto de París-Charles de Gaulle en 1991

UTA y sus subsidiarias operaron los siguientes tipos y subtipos de aeronaves a lo largo de su historia:
| Aeronaves               | Total | Introducido | Retirado | Matrículas |
| ----------------------- | ----- | ----------- | -------- | --- |
| Boeing 737-300          | 2     | 1992        | 1992     | N854WT y N4361V |
| Boeing 747-200          | 7     | 1978        | 1992     | F-GFUK, F-GPAN, F-GBOX, N741TV, F-BTDG, F-GCBM y F-BTDH |
| Boeing 747-300          | 3     | 1986        | 1992     | F-GDUA, F-GETA y F-GETB |
| Boeing 747-400          | 2     | 1989        | 1992     | F-GEXA y F-GEXB |
| Boeing 747SP            | 1     | 1989        | 1989     | LX-LGY |
| Britten-Norman Islander | 1     | 1970        | c. 1975  | F-OCRA |
| Douglas DC-4            | 2     | 1964        | c. 1970  | F-BJBX y F-BBDR |
| Douglas DC-6            | 5     | 1963        | 1968     | F-BGVV, F-BGTY, F-BGOB, F-BHMR y F-BHEE |
| Douglas DC-8            | 25    | 1963        | 1984     | F-BJLA, F-BJLB, F-BIUY, F-BIUZ, F-BLLC, F-BJCB, F-BOLN, F-BOLI, F-BOLK, F-BNLD, F-BLKX, PH-MAS, PH-MAU, F-BUOR, F-BNLE, F-BOLF, F-BOLJ, F-BOLG, F-BOLH, F-BOLM, N4867T, F-BOLL, F-GATO y TU-TCF |
| Fairchild F-27          | 5     | 1974        | 1975     | F-OCZB (rrg. F-BXAB), F-OCVZ, F-OCVY, F-OCYA y F-OCZC (rrg. F-BXAA) |
| McDonnell Douglas DC-10 | 7     | 1973        | 1992     | F-BTDB, F-BTDC, N54629 (rrg. F-BTDF), N54639 (rrg. F-BTDE), N54649, F-GHOI y F-BTDD |
| Sud Aviation Caravelle  | 3     | 1966        | 1976     | F-BNRA, F-BOEE y F-BNRB |

Durante la mayor parte de este tiempo, la fuerza de la flota "principal" de UTA se mantuvo entre 10 y 12 aviones solamente. El reducido tamaño de la flota de la aerolínea estaba condicionado por la naturaleza de sus operaciones, es decir, como transportista de largo radio que atiende la mayoría de sus rutas como sectores de varias paradas con bajas frecuencias de menos de un vuelo por día.

## Destinos
UTA sirvió a los siguientes destinos cuando operó:
| Países                          | Destinos           | Aeropuertos                                                     |
| Europa                          | Europa             | Europa                                                          |
| ------------------------------- | ------------------ | --------------------------------------------------------------- |
| Alemania Occidental             | Fráncfort del Meno | Aeropuerto de Fráncfort del Meno                                |
| Austria                         | Viena              | Aeropuerto de Viena-Schwechat                                   |
| Bélgica                         | Bruselas           | Aeropuerto de Bruselas                                          |
| Dinamarca                       | Copenhague         | Aeropuerto de Copenhague                                        |
| Checoslovaquia                  | Praga              | Aeropuerto de Praga                                             |
| España                          | Madrid             | Aeropuerto Adolfo Suárez Madrid-Barajas                         |
| Francia                         | Burdeos            | Aeropuerto de Burdeos-Mérignac                                  |
| Francia                         | Lyon               | Aeropuerto de Lyon-Saint Exupéry                                |
| Francia                         | Marsella           | Aeropuerto de Marsella-Provenza                                 |
| Francia                         | Montpellier        | Aeropuerto de Montpellier-Méditerranée                          |
| Francia                         | Nantes             | Aeropuerto de Nantes Atlantique                                 |
| Francia                         | Niza               | Aeropuerto de Niza-Costa Azul                                   |
| Francia                         | París              | Aeropuerto de París-Charles de Gaulle (HUB 1974-1992)           |
| Francia                         | París              | Aeropuerto de París-Le Bourget (HUB 1963-1974)                  |
| Francia                         | París              | Aeropuerto de París-Orly                                        |
| Francia                         | Toulouse           | Aeropuerto de Toulouse-Blagnac                                  |
| Grecia                          | Atenas             | Aeropuerto Internacional de Ellinikon                           |
| Hungría                         | Budapest           | Aeropuerto de Budapest-Ferenc Liszt                             |
| Irlanda                         | Dublín             | Aeropuerto de Dublín                                            |
| Italia                          | Roma               | Aeropuerto de Roma-Fiumicino                                    |
| Malta                           | Luqa               | Aeropuerto Internacional de Malta                               |
| Noruega                         | Oslo               | Aeropuerto de Oslo-Gardermoen                                   |
| Países Bajos                    | Ámsterdam          | Aeropuerto de Ámsterdam-Schiphol                                |
| Polonia                         | Varsovia           | Aeropuerto de Varsovia-Chopin                                   |
| Portugal                        | Lisboa             | Aeropuerto de Lisboa                                            |
| Suecia                          | Estocolmo          | Aeropuerto de Estocolmo-Arlanda                                 |
| Suiza                           | Zúrich             | Aeropuerto Internacional de Zúrich                              |
| Turquía                         | Estambul           | Aeropuerto Internacional Atatürk                                |
| América del Norte               |                    |                                                                 |
| Canadá                          | Toronto            | Aeropuerto Internacional Toronto Pearson                        |
| Estados Unidos                  | Los Ángeles        | Aeropuerto Internacional de Los Ángeles                         |
| Estados Unidos                  | Nueva York         | Aeropuerto Internacional Libertad de Newark                     |
| Estados Unidos                  | San Francisco      | Aeropuerto Internacional de San Francisco                       |
| África                          |                    |                                                                 |
| Angola                          | Luanda             | Aeropuerto Internacional Quatro de Fevereiro                    |
| Benín                           | Cotonú             | Aeropuerto de Cotonú-Cadjehoun                                  |
| Botsuana                        | Gaborone           | Aeropuerto Internacional Sir Seretse Khama                      |
| Burkina Faso                    | Uagadugú           | Aeropuerto de Uagadugú                                          |
| Camerún                         | Duala              | Aeropuerto Internacional de Duala                               |
| Chad                            | Yamena             | Aeropuerto Internacional de Yamena                              |
| Costa de Marfil                 | Abiyán             | Aeropuerto de Port Bouet                                        |
| Egipto                          | El Cairo           | Aeropuerto Internacional de El Cairo                            |
| Gabón                           | Libreville         | Aeropuerto Internacional de Libreville                          |
| Guinea                          | Conakri            | Aeropuerto Internacional Ahmed Sékou Touré                      |
| Liberia                         | Monrovia           | Aeropuerto Internacional Roberts                                |
| Malaui                          | Lilongüe           | Aeropuerto Internacional de Lilongüe                            |
| Mali                            | Bamako             | Aeropuerto Internacional de Bamako-Sénou                        |
| Mauritania                      | Nuakchot           | Aeropuerto Internacional de Nuakcho                             |
| Mozambique                      | Maputo             | Aeropuerto Internacional de Maputo                              |
| Namibia                         | Windhoek           | Aeropuerto Internacional de Windhoek                            |
| Níger                           | Niamey             | Aeropuerto Internacional Diori Hamani                           |
| Nigeria                         | Lagos              | Aeropuerto Internacional Murtala Muhammed                       |
| República Centroafricana        | Bangui             | Aeropuerto Internacional de Bangui M'Poko                       |
| República del Congo             | Brazzaville        | Aeropuerto de Maya-Maya                                         |
| República Democrática del Congo | Kinsasa            | Aeropuerto Internacional de N'Djili                             |
| Sierra Leona                    | Freetown           | Aeropuerto Internacional de Lungi                               |
| Sudáfrica                       | Johannesburgo      | Aeropuerto Internacional de Johannesburgo-Oliver Reginald Tambo |
| Togo                            | Lomé               | Aeropuerto de Lomé-Tokoin                                       |
| Túnez                           | Túnez              | Aeropuerto Internacional de Túnez-Cartago                       |
| Zambia                          | Lusaka             | Aeropuerto Internacional de Lusaka                              |
| Zimbabue                        | Harare             | Aeropuerto Internacional de Harare                              |
| Asia                            |                    |                                                                 |
| Baréin                          | Al Muharraq        | Aeropuerto Internacional de Baréin                              |
| Hong Kong                       | Hong Kong          | Aeropuerto Internacional Kai Tak                                |
| India                           | Bombay             | Aeropuerto Internacional Chhatrapati Shivaji                    |
| India                           | Nueva Delhi        | Aeropuerto Internacional Indira Gandhi                          |
| Indonesia                       | Yakarta            | Aeropuerto Internacional Soekarno-Hatta                         |
| Japón                           | Tokio              | Aeropuerto Internacional de Narita                              |
| Malasia                         | Kuala Lumpur       | Aeropuerto Internacional de Kuala Lumpur                        |
| Omán                            | Mascate            | Aeropuerto Internacional de Mascate                             |
| Pakistán                        | Karachi            | Aeropuerto Internacional Jinnah                                 |
| Singapur                        | Singapur           | Aeropuerto de Changi                                            |
| Sri Lanka                       | Colombo            | Aeropuerto Internacional Bandaranaike                           |
| Tailandia                       | Bangkok            | Aeropuerto Internacional Don Mueang                             |
| Oceanía                         |                    |                                                                 |
| Australia                       | Sídney             | Aeropuerto Internacional Kingsford Smith                        |
| Nueva Caledonia                 | Numea              | Aeropuerto Internacional La Tontouta                            |
| Nueva Zelanda                   | Auckland           | Aeropuerto Internacional de Auckland                            |
| Polinesia Francesa              | Papeete            | Aeropuerto Internacional Faa'a                                  |

## Incidentes y accidentes
Se registraron seis incidentes/accidentes con aeronaves de UTA. 4 de ellos implicaron la pérdida de aeronaves y 3 la pérdida de vidas.
- El 2 de octubre de 1964, un Douglas DC-6B heredado de su predecesor UAT (matrícula F-BHMS) se estrelló contra el monte Alcazaba cerca de Granada, en el sur de España. El avión operaba el sector regular de la aerolínea desde Palma de Mallorca, España, hasta Port Étienne (como se conocía entonces a Nouadhibou), Mauritania. No hubo supervivientes entre los 80 ocupantes de la aeronave (7 tripulantes y 73 pasajeros).[18]

- El 12 de julio de 1972, unos secuestradores se apoderaron de un vuelo regular de UTA que se dirigía desde Abiyán, Costa de Marfil, a París. Hubo 2 muertes como resultado de este incidente.

- El 10 de marzo de 1984, un DC-8-63PF (matrícula F-BOLL) que volaba desde Brazzaville, Congo a París con una escala intermedia en N'Djamena en Chad fue destruido, luego de 2 explosiones de bombas consecutivas a bordo del avión mientras estaba en tierra en el aeropuerto de N'Djamena. No hubo víctimas mortales ya que todos los pasajeros y la tripulación lograron evacuar la aeronave antes de que la segunda explosión en el compartimento central de equipaje destrozara la aeronave.[19][20]

- El 16 de marzo de 1985, un Boeing 747-3B3 (matrícula F-GDUA) fue destruido en tierra en París cuando se inició accidentalmente un incendio mientras se realizaba la limpieza de la cabina del avión. (Según informes de prensa contemporáneos, el fuego supuestamente fue iniciado por un limpiador que dejó caer un cigarrillo encendido en uno de los baños). El fuego se propagó rápidamente y envolvió en llamas a toda la cabina. Esto resultó en la destrucción total de la aeronave, que posteriormente fue cancelada. No hubo heridos como resultado de este incidente.[21][22][23]

- El 19 de septiembre de 1989, el vuelo 772 de UTA, un McDonnell Douglas DC-10-30 (matrícula N54629) que operaba en la ruta Brazzaville - N'Djamena - París, fue blanco de una bomba que estalló 46 minutos después del despegue de N'Djamena provocando el avión se estrellara mientras volaba sobre Níger. Las investigaciones y los casos judiciales han implicado a actores estatales libios en el bombardeo. Los 156 pasajeros y 14 miembros de la tripulación a bordo fallecieron.[20][24][25]